# Limone Interdonato Messina Jonica
Espèce
Limone Interdonato Messina Jonica, francisé en Citron Interdonato de Messine, est une IGP sicilienne de citron produite le long de la côte ionienne de la province de Messine et de nos jours en Turquie. La plante est un hybride obtenu au XIXe siècle entre un citron et un cédrat. Le fruit aromatique est plus doux que les autres citrons IGP, il est spécialement apprécié dans le thé.

## Histoire
Le colonel Giovanni Interdonato (Roccalumera 1813 - Nizza 8 février 1889, ne pas confondre avec son homonyme magistrat et sénateur Palerme 1810 –1866) se retire dans sa villa Reitana d'Ali Terme, après avoir combattu avec les patriotes de Garibaldi pour y conduire à partir de 1860 une activité d'obtenteur d'agrumes par greffe sur bigaradier. En 1875, parmi ses 200 croisements de cédratier et d'ariddaru (citron local) il sélectionne un cultivar peu acide devenu le Limone Interdonato Messina. Sa culture et sa promotion est assurée par ses fils Ettore et Gaetano Interdonato Longo. Initialement le citron était nommé fino ou speciale (fin ou spécial). Citron Interdonato est attesté en français en 1928.
La culture s'installe à proximité d'Alì Terme, dans la vallée de la rivière Nisi, sur des terrasses en pierre sèche avec comme débouché le marché britannique. Les communes de culture sont Messine, Scaletta Zanclea, Itala, Alì, Alì' Terme, Nizza di Sicilia, Roccalumera, Fiumedinisi, Pagliara, Mandanici, Furci Siculo, S.Teresa di Riva, Letojanni, S. Alessio Siculo, Forza d'Agrò, Taormine, Casalvecchio Siculo; Giardini Naxos et Savoca. Cette côte est appelée Riviera Ionica de ionienne, Jonica et Ionica sont employés.
J. Henry Burke (1965) signale sa culture à Mersin (Turquie) - sous le nom de Enterdonat limonlar - pour sa précocité et sa résistance au mal secco. La Turquie est de nos jours un important exportateur de citrons Interdonato, même si le réchauffement climatique est préjudiciable à la production.
La concurrence des citrons argentins (à contre saison), espagnols et marocains entraine une baisse importante de la production sicilienne, dans les années 80, la récolte est divisée par deux. En 2006, la situation est devenue critique.

### IGP

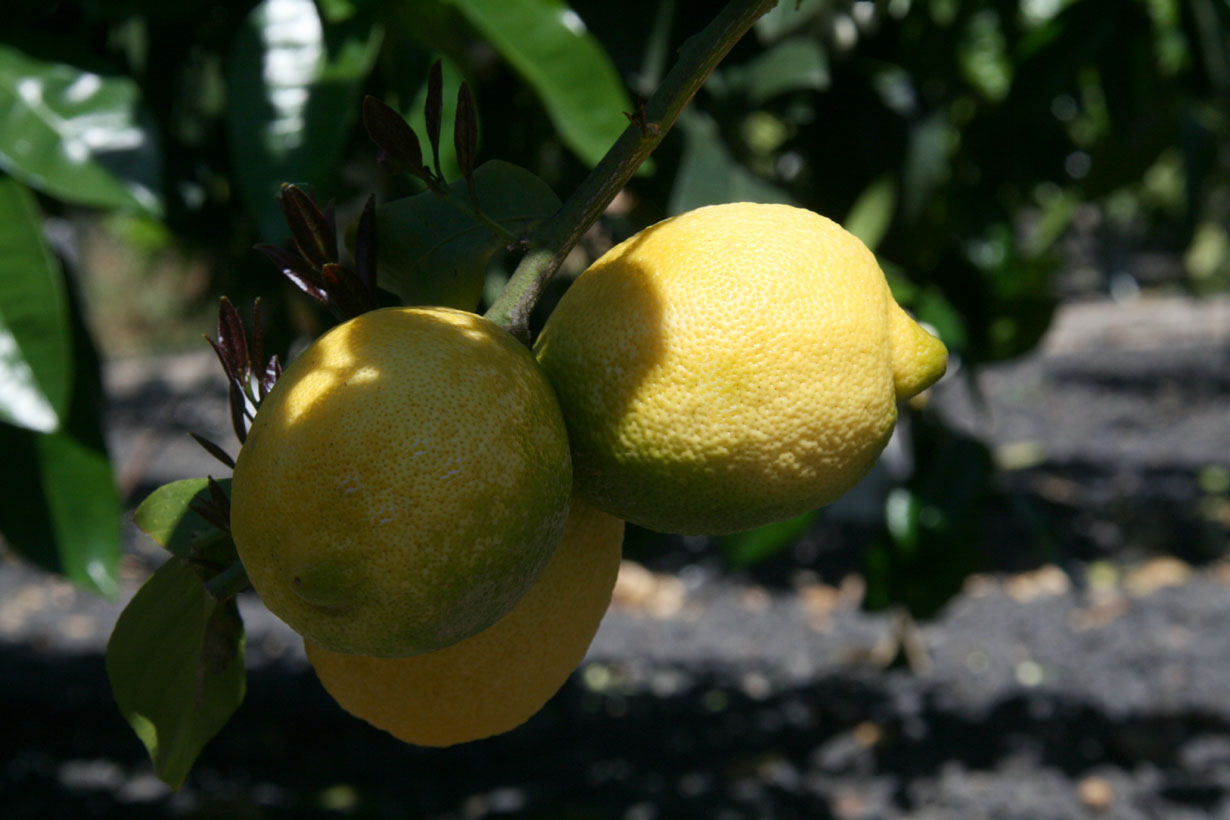
citrons Interdonato

La demande au titre de l'article 6, paragraphe 2, du règlement (CE) no 510/2006 du Conseil relatif à la protection des indications géographiques a été publiée le 28 mars 2009, et l'enregistrement publié au JOUE date du 12 novembre 2009. La Coopérative agricole Limone Interdonato Messina Jonica a été créée en 2014 (33 producteurs sur 80 ha) puis en 2016, le Consortium pour la protection du citron Interdonato Messina IGP est reconnu ministériel avec comme objectif de valoriser et de protéger l'IGP. La production couvrait 330 ha en 2020.

## Description
Le caractère d'hybride génétiquement distinct d'Interdonato par rapport aux autres citrons a été confirmé par une analyse d'ADN polymorphe amplifié aléatoire (2015)(RAPD), parmi les 43 marqueurs identifiés 28 étaient uniques à Interdonato, 4 à Ruvittaro, 3 à Monachello et 1 à Femminello Continella. Une étude de 45 citrons cultivés en Turquie (2011) a montré un faible niveau de diversité génétique de la population à l'exception des dérivés d'origine zygotique que sont le citron Ponderosa, le citron Meyer et le citron Interdonato.

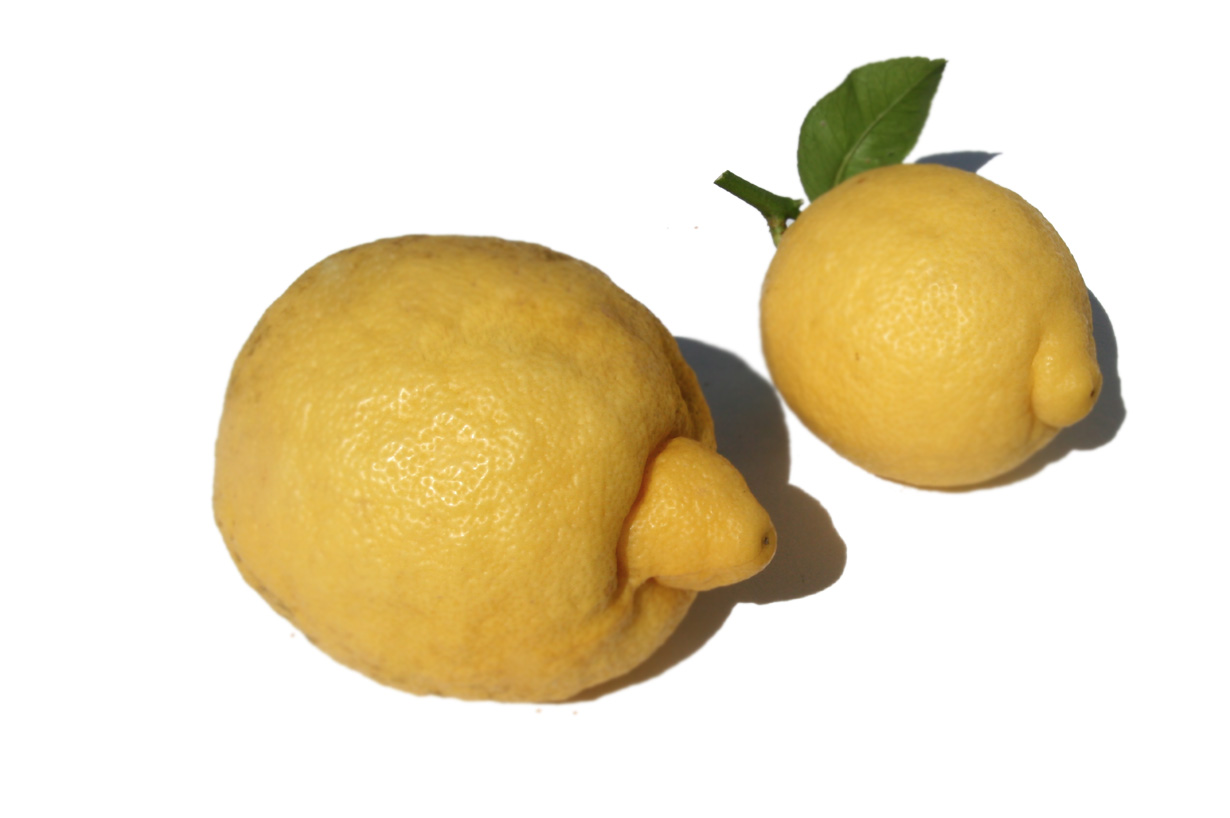
A gauche un Interdonato avec son aréole marquée, à droite un citron napolitain (Limone di Procida)

Les comparaisons qui ont été faites entre un citron doux et Interdonato montrent qu'Interdonato n'est pas un citron doux: La teneur en fructose est de 1,2 % contre 3,3 % chez le citron doux, en glucose 0,8 % contre 2,4 % chez le doux et elle est égale en saccharose à 0,2 %.

## Le fruit
Le fruit est allongé, à peau lisse et fine, sans pépins présente un apex protubérant. Il est précoce (caractère du à son hérédité de cédratier selon l'IGP), c'est le premier des IGP de citron disponible sur le marché en septembre et octobre (et jusqu'à décembre pour la production turque). Le rendement en jus est moyen (>25 %) avec une acidité <5 %. A la différence des usages horticoles siciliens ou calabrais le citron Interdonato, peu vigoureux, ne se prête pas au forçage pratiqué pour étaler la production jusqu'en été.
Les fruits de l'IGP répondent aux caractéristiques suivantes : Poids moyen entre 80 et 350 g, forme elliptique avec apex prononcé et aréole légèrement déprimée; épicarpe fin, glandes oléifères lisses, pulpe avec pépins rares ou absents, degrés Brix égal ou > 6,2 ° brix. La densité et de plantation est entre 400 et 500 arbres/ha.

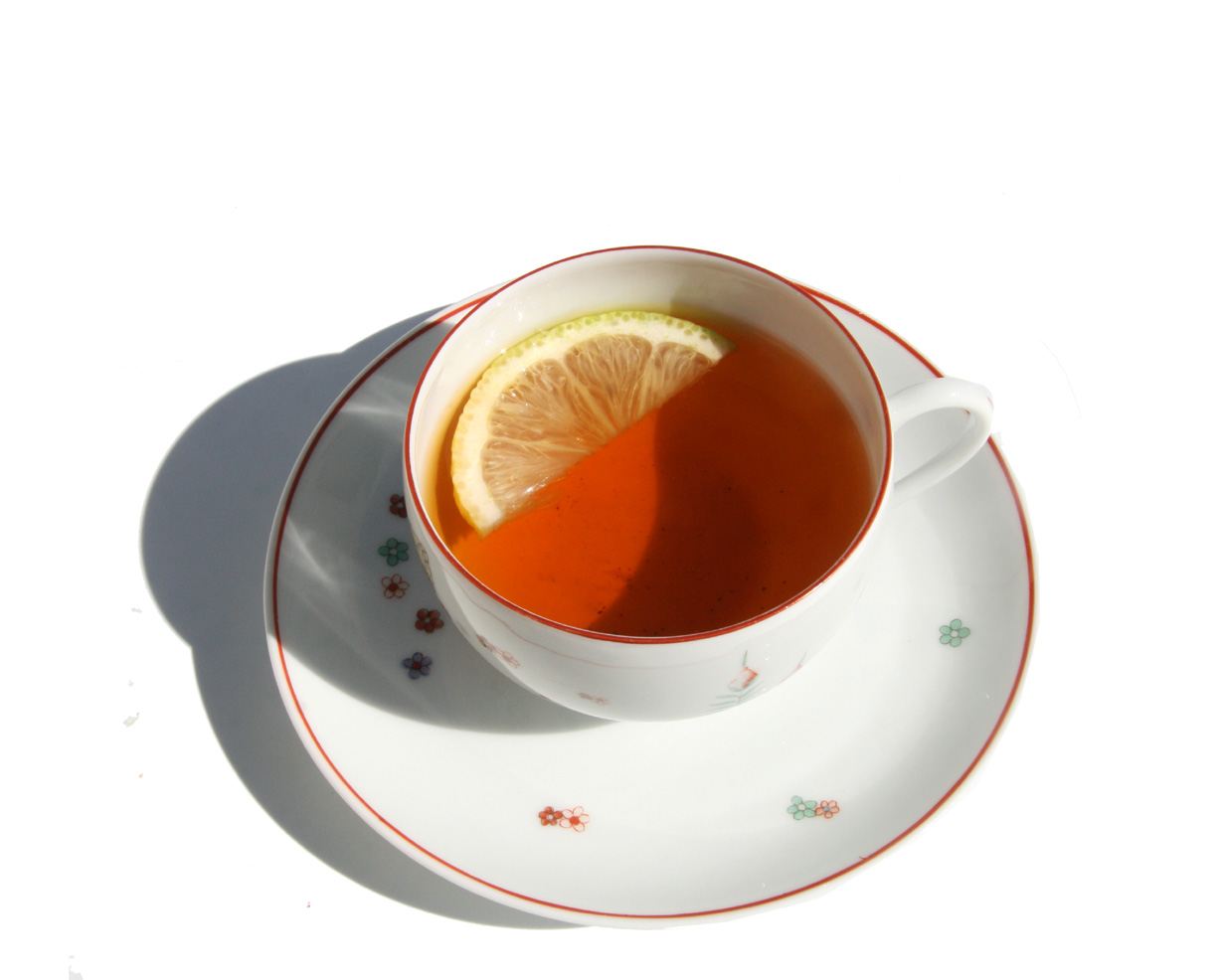
Le citron Interdonato est idéal pour le thé, à peine acide, pas amère, il aromatise sans dénaturer.

### pour aromatiser le thé
Le citron Interdonato est apprécié par les britanniques pour l'arome discret et subtil qu'il donne au thé (« the mildly flavored Interdonato lemons are the best variety to serve with tea ») dont il n'altère pas le gout, sa présentation sans pépin donne de belles tranches. Les Windsor achetaient ce citron pour le thé à cause de sa peau fine et aromatique et ses faibles amertume et acidité. La reine Elizabeth II en parfumait son thé de 5 heures et Charles III d'Angleterre maintient cet usage, il a évoqué le lien historique de la maison royale britannique et le citron Interdonato au Salone del Gusto de Turin. Le fruit a acquis une notoriété dans les anciennes colonies britanniques, 英特多檸檬 (Yīng tè duō níngméng) Interduo Citron est apprécié à Hong-Kong dans le thé.

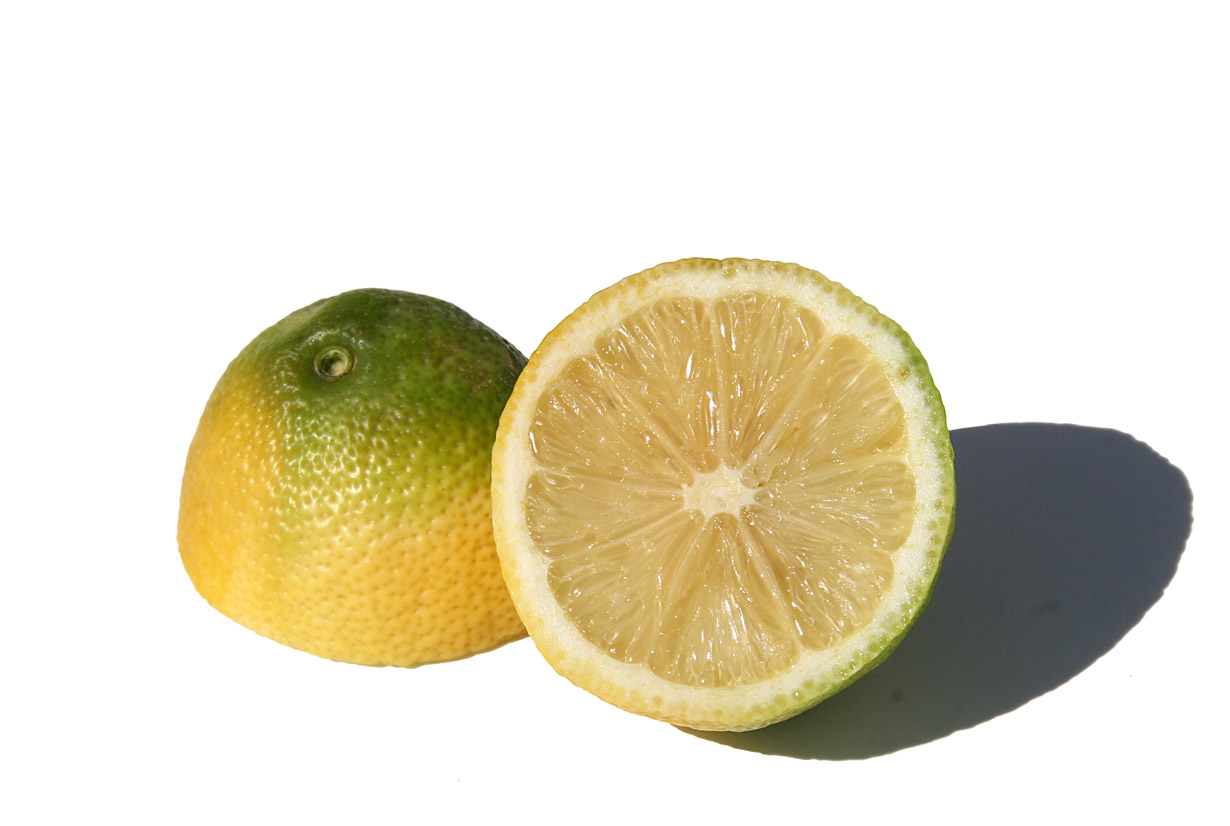
Interdonato, citron à peau fine

### Autres usages alimentaires
Des tranches fines sont consommées crues saupoudrés de sucre et macérée au froid, ou avec de l'huile d'olive, du vinaigre et du sel. Ces tranches accompagnent les salades d'œufs, de thon, de tomate et ciboulette.

### Huile essentielle
L'H.E. est peu produite et variable en fonction de la maturité du fruit. Celle de l'IGP est comme chez les autres citrons riche en limonène (72,5 %), γ-terpinéne (11 % contre 22 % chez le cédrat), β-pinéne (8 % jusqu'à 3 %¨chez les cédrats), par rapport à un Feminello les aromatiques tels le linalol, l'α-terpinéol, le terpinène-4-ol et le géraniol sont faiblement présents, à l'opposé du sabinène est dominant parmi les hydrocarbures monoterpéniques.